# Høl
Høl is een plaats in de Deense regio Zuid-Denemarken, gemeente Vejle. De plaats is vastgegroeid aan het noordelijker gelegen Hvidberg, en sinds 2014 worden beide plaatsen als één woonplaats beschouwd. Het totale aantal inwoners van Høl en Hvidbjerg is 381 inwoners (2020).
Høl ligt aan de Vejlefjord en bestaat grotendeels uit vakantiehuisjes. Langs de fjord bevindt zich een strand. Høl valt binnen de parochie Gårslev.
In vroeger tijden werd het plaatsje ook wel Slethøl genoemd.